# Persone di nome Ottorino
| Questa pagina contiene informazioni ricavate automaticamente dalle voci biografiche con l'ausilio del template Bio e di un bot. L'aggiornamento è periodico e automatico e ricostruisce completamente la pagina. Se manca una persona in questa lista, sei pregato di non aggiungerla, ma accertati piuttosto che la sua voce biografica contenga il template Bio e che i dati anagrafici siano correttamente compilati. Se il template Bio manca, inseriscilo tu stesso o, in alternativa, metti l'avviso {{tmp\|Bio}} che ne segnala la mancanza. Se i dati riportati sono sbagliati, correggi direttamente la voce biografica; le modifiche saranno visibili in questa lista entro pochi giorni. Per chiarimenti vedi il progetto antroponimi. La lista contiene solo le 54 persone che sono citate nell'enciclopedia e per le quali è stato implementato correttamente il template Bio. Pagina aggiornata al 7 feb 2025. |

Questa è una lista di persone presenti nell'enciclopedia che hanno il nome Ottorino, suddivise per attività principale.

## Allenatori di calcio(2)
- Ottorino Dugini, allenatore di calcio e calciatore italiano (Terranuova Bracciolini, n. 1914 - Arezzo, † 1997)
- Ottorino Paulinich, allenatore di calcio e calciatore italiano (Fiume, n. 1922 - Cremona, † 1980)

## Alpinisti(1)
- Ottorino Mezzalama, alpinista italiano (Bologna, n. 1888 - Alpi Breonie, † 1931)

## Architetti(1)
- Ottorino Aloisio, architetto italiano (Udine, n. 1902 - Udine, † 1986)

## Arcivescovi cattolici(1)
- Ottorino Pietro Alberti, arcivescovo cattolico italiano (Nuoro, n. 1927 - Nuoro, † 2012)

## Avvocati(1)
- Ottorino Piccinato, avvocato, dirigente d'azienda e politico italiano (Cerea, n. 1890 - Milano, † 1963)

## Calciatori(9)
- Ottorino Bojardi, calciatore italiano (Reggio Emilia, n. 1898 - Reggio Emilia, † 1968)
- Ottorino Bossi, calciatore italiano (Sant'Angelo Lodigiano, n. 1926 - Vigevano, † 1986)
- Ottorino Casanova, calciatore italiano (Guastalla, n. 1906 - Guastalla, † 1986)
- Ottorino Fichelli, calciatore italiano
- Ottorino Firmo, calciatore italiano
- Ottorino Piotti, ex calciatore e dirigente sportivo italiano (Gallarate, n. 1954)
- Ottorino Poletti, calciatore italiano
- Ottorino Ravani, calciatore italiano (Cremona, n. 1898 - Cremona, † 1963)
- Ottorino Sartor, calciatore peruviano (Chançay, n. 1945 - Chancay, † 2021)

## Canottieri(2)
- Ottorino Enzo, canottiere italiano (Burano, n. 1926 - † 2012)
- Ottorino Quaglierini, canottiere italiano (Livorno, n. 1915 - Livorno, † 1992)

## Cestisti(1)
- Ottorino Flaborea, ex cestista e allenatore di pallacanestro italiano (Concordia Sagittaria, n. 1940)

## Ciclisti su strada(1)
- Ottorino Celli, ciclista su strada italiano (Roma, n. 1890)

## Compositori(1)
- Ottorino Respighi, compositore, musicologo e direttore d'orchestra italiano (Bologna, n. 1879 - Roma, † 1936)

## Dirigenti sportivi(1)
- Ottorino Barassi, dirigente sportivo italiano (Napoli, n. 1898 - Roma, † 1971)

## Disc jockey(1)
- Ottomix, disc jockey italiano (Cortina D'Ampezzo, n. 1963)

## Fantini(1)
- Ottorino Luschi, fantino italiano (Giuncarico, n. 1887 - † 1970)

## Generali(2)
- Ottorino Mezzetti, generale italiano (Roma, n. 1877 - Arezzo, † 1962)
- Ottorino Schreiber, generale italiano (Parma, n. 1890 - Torino, † 1978)

## Geologi(1)
- Ottorino De Fiore, geologo e vulcanologo italiano (Maida, n. 1890 - Catania, † 1953)

## Giornalisti(2)
- Ottorino Gurgo, giornalista e saggista italiano (Napoli, n. 1940)
- Ottorino Manni, giornalista e scrittore italiano (Fano, n. 1880 - Senigallia, † 1925)

## Giuristi(1)
- Ottorino Vannini, giurista italiano (Colle di Val d'Elsa, n. 1889 - Castel del Piano, † 1953)

## Illusionisti(1)
- Odaba, illusionista, pittore e scultore italiano (Padova, n. 1909 - Padova, † 1983)

## Ingegneri(1)
- Ottorino Pomilio, ingegnere aeronautico italiano (Chieti, n. 1887 - Roma, † 1957)

## Medici(1)
- Ottorino Monaco, medico e politico italiano (Montazzoli, n. 1901 - † 1987)

## Militari(4)
- Ottorino Beltrami, militare e dirigente d'azienda italiano (Pisa, n. 1917 - Milano, † 2013)
- Ottorino Carletti, militare, funzionario e politico italiano (Cremona, n. 1873 - Roma, † 1941)
- Ottorino Lazzarini, militare italiano (Roma, n. 1909 - Gianagobò, † 1936)
- Ottorino Tombolan Fava, militare italiano (Stra, n. 1895 - Croce, † 1918)

## Missionari(1)
- Ottorino Assolari, missionario e vescovo cattolico italiano (Scanzorosciate, n. 1946)

## Nobili(1)
- Ottorino Visconti di Modrone, nobile e attore italiano (Milano, n. 1909 - Cernobbio, † 1978)

## Partigiani(1)
- Ottorino Orlandini, partigiano e antifascista italiano (Lorenzana, n. 1896 - † 1971)

## Piloti automobilistici(1)
- Ottorino Volonterio, pilota automobilistico svizzero (Orselina, n. 1917 - Lugano, † 2003)

## Pittori(4)
- Ottorino Bicchi, pittore italiano (Livorno, n. 1878 - Alessandria d'Egitto, † 1949)
- Ottorino Caracciolo, pittore italiano (Bari, n. 1855 - Parigi, † 1880)
- Ottorino Davoli, pittore italiano (Reggio Emilia, n. 1888 - Venezia, † 1945)
- Ottorino Mancioli, pittore, disegnatore e scultore italiano (Roma, n. 1908 - Jesi, † 1990)

## Politici(5)
- Ottorino Fiore, politico italiano (Postiglione, n. 1944 - Lecce, † 2012)
- Ottorino Giera, politico italiano (Livorno, n. 1841 - Livorno, † 1912)
- Ottorino Momoli, politico italiano (Porto Mantovano, n. 1903 - † 1996)
- Ottorino Perrone, politico italiano (L'Aquila, n. 1897 - Bruxelles, † 1957)
- Ottorino Rizzi, politico, partigiano e avvocato italiano (Cremona, n. 1904 - Roma, † 1952)

## Presbiteri(3)
- Ottorino Davighi, prete italiano (Salsomaggiore Terme, n. 1920 - Parma, † 1999)
- Ottorino Marcolini, presbitero italiano (Brescia, n. 1897 - Brescia, † 1978)
- Ottorino Zanon, presbitero italiano (Vicenza, n. 1915 - Brescia, † 1972)

## Rugbisti a 15(1)
- Ottorino Bettarello, rugbista a 15 italiano (Rovigo, n. 1932 - Padova, † 1991)

## Storici(1)
- Ottorino Bertolini, storico e medievista italiano (Udine, n. 1892 - Roma, † 1977)